# 徐樹敏
徐樹敏（1660年—1731年），字師魯、號玉山，江蘇省蘇州府崑山縣（今江蘇省崑山縣）人，清朝政治人物、進士出身。徐乾學之子，徐元文、徐秉義之侄。

## 生平
康熙二十六年，鄉試中舉。康熙四十二年，登進士，授江南嘉定知縣。康熙五十年，任河南安陽縣知縣。康熙五十九年，任戶部郎中。

## 家族
有兄徐樹穀、徐炯，弟徐樹屏、徐駿。